# Austin FX3
La Austin FX3 è un'autovettura di tipo taxi prodotta dalla casa automobilistica inglese British Motor Corporation a partire dal 1948 fino al 1958.  

## Descrizione
Introdotto a metà del 1948, si caratterizzava per avere le sospensioni anteriori indipendenti.
L'FX3 era alimentato da un propulsore da 2,2 litri a benzina a quattro cilindri in linea derivato dalla Austin A70, con un corpo vettura e telaio interamente in acciaio realizzato dalla Carbodies. In seguito nel 1956 vennero montati delle motorizzazioni diesel che lentamente diventarono le motorizzazioni standard dell'FX3. Nel 1957 e nel 1958 furono costruiti dei prototipi con cambio automatico.
A differenza di altri taxi londinesi, l'FX3 non ha la portiera sul lato passeggero sinistro; al suo posto vi è un vano che viene utilizzato come spazio accanto al conducente in cui è possibile riporre e stivare eventuali bagagli. 
Nel 1958 l'FX3 fu sostituito dall'FX4.